# Dilatation hygrique
La dilatation hygrique est la variation de dimension (linéique) ou de volume (volumique) d’un matériau en raison de l’échange d’eau (absorption ou désorption) avec l’humidité (vapeur d’eau) dans l’atmosphère ambiante. On peut aussi étendre cette notion aux liquides non volatils, qui peuvent également échanger de l’eau avec leur environnement.
La dilatation hygrique (échange en phase gazeuse) est à distinguer de la dilatation hydrique (due au mouillage avec de l’eau liquide). Si la réaction avec l’eau est irréversible, on parlera plutôt de dilatation chimique.

## Matériaux et substances concernés
Les principaux matériaux concernés sont les polymères (synthétiques ou naturels) ayant une forte affinité pour l’eau, et aussi certains matériaux de construction pierreux (béton, mortier, terre crue). Cette affinité (hygroscopie) peut se mesurer en caractérisant l’équilibre hygrométrique, par une mesure de l’isotherme d’absorption / désorption en eau.
Beaucoup de matériaux de construction ont un état initial humide, et donc une initiale de dilatation hygrique négative (contraction) appelée retrait, par exemple le bois et le béton. Certains liquides polaires comme les polyols (glycérol, polyéthylène glycol, …) sont également fortement hygroscopiques.

## Exemples

### Terre crue
Les argiles de la terre crue sont particulièrement hygroscopiques. Étant donné la faible résistance mécanique, un risque de fissuration est présent en cas de fortes variations d’humidité.

## Comportement analogue pour d'autres vapeurs
D’autres vapeurs de solvants volatils peuvent provoquer, par absorption, des dilatations analogues dans les matériaux, mais leur amplitude – et les matériaux les plus affectés – sont spécifiques.